# Guerra d'Italia del 1502-1504
La Guerra d'Italia del 1502-1504 fu un conflitto che vide contrapporsi il Regno di Francia e il Regno di Spagna in seguito al fallimento dell'accordo di spartizione del Regno di Napoli previsto dalle clausole del Trattato segreto di Granada.

## Cause del conflitto
Il fallimento della spartizione del Regno di Napoli alla mancata definizione della ripartizione delle entrate fiscali relative alla Dogana delle pecore. I sovrani aragonesi (Alfonso il Magnanimo e Ferrante I) avevano riorganizzato gli uffici della Dogana delle pecore, già attivi in precedenza e diventati particolarmente redditizi perché colpivano la transumanza di un crescente numero di greggi. I diritti della Duana Pecorum Apuliae comportavano entrate tra i 160 000 e i 200 000 ducati annuali.

## Eventi bellici
L'occupazione da parte dei Francesi di certi territori contestati provoca un conflitto tra Ferdinando d'Aragona e Luigi XII a partire dalla seconda metà del 1502.
I Francesi furono sconfitti ripetutamente a Ruvo di Puglia (22-23 febbraio 1503), a Seminara (21 aprile 1503), a Cerignola (28 aprile 1503) e presso il fiume Garigliano (29 dicembre 1503).
Durante questa guerra si segnalano due eventi significativi: l’epica Disfida di Barletta (13 febbraio 1503) e la drammatica fine di Piero de' Medici detto il Fatuo, morto annegato nel Garigliano il 28 dicembre 1503 mentre combatteva con i Francesi.
Le vittorie militari spagnole del 1503 e la capitolazione dei Francesi a Gaeta (1º gennaio 1504) sanciscono la caduta definitiva del progetto di Luigi XII: il 31 gennaio 1504 viene sottoscritto l'Armistizio di Lione; il 12 ottobre 1505 il re di Francia rinunzia alle pretese su Napoli con il Trattato di Blois.